# Pere (curopalata)
Pere (grec: Πέτρος)  (bisbat d'Arabissos, segle VI - Constantinoble, 602 (Gregorià)) va ser germà de l'emperador romà d'Orient Maurici (r. 582-602) i un destacat general sota el mandat d'aquest.

## Biografia
Pere era fill de Pau, cap del Senat de l'Imperi Romà d'Orient durant el regnat de Maurici i, per tant, germà de Maurici, de Gordia, la dona de Filípic i de Theoctista. Va tenir un fill anomenat Domicià, que esdevingué bisbe de Melitene.

Mapa dels Balcans durant el segle VI.

Elevat al rang de curopalata, fou un general important de l'exèrcit Romà d'Orient. Juntament amb Prisc i Comenciol, va ser un dels tres comandants en cap durant les campanyes dels Balcans de Maurici.
Encara que menys capaç que Prisc, va succeir a aquest últim com a líder de les forces romanes a Mèsia el 594, sent més lleial a l'emperador, el seu propi germà. El motiu d'aquesta substitució va ser la negativa de Prisc a obeir les ordres de l'emperador de passar l'hivern a la riba nord del Danubi l'any 593 i de continuar lluitant contra els eslaus.
Pere va derrotar els eslaus el 594 prop de Marcianòpolis i va mantenir la frontera del Danubi entre Novae i el delta del Danubi. Més tard, va creuar el Danubi i es va dirigir cap el riu Helibacia, derrotant nombroses tribus eslaves durant el trajecte. El 601, va creuar el Danubi cap a la pàtria dels àvars i els va derrotar en diverses batalles.
Quan l'any 602, el seu germà va ordenar a les seves tropes passar l'hivern a la riba nord del Danubi, Pere no va desobeir aquesta ordre, a diferència de Prisc el 593. Arrel d'aquesta decisió va esclatar un motí. Pere va intentar calmar les seves tropes en va, i aquestes, comandades per Focas, van marxar cap a Constantinoble i van enderrocar a Maurici. Pere va ser assassinat posteriorment.
Tot i que Teofilacte Simocata va retratar Pere com a incapaç, donar més mèrits a l'únic supervivent del canvi de règim, Prisc, l'experiència de Pere era suficient per ser considerat com a candidat a l'autoria de l'Estratègicon, en comptes de Maurici.